# Dicranomyia (Dicranomyia) longicollis
Dicranomyia (Dicranomyia) longicollis is een tweevleugelige uit de familie steltmuggen (Limoniidae). De soort komt voor in het Palearctisch gebied.